# 耈街彝族苗族乡
耈街彝族苗族乡是中华人民共和国云南省保山市昌宁县下辖的一个民族乡。

## 行政区划
耈街彝族苗族乡下辖以下村级行政区划单位：
耈街村、团山村、挖沙村、水炉村、金马村、打平村、土皮太村、阿水村、栗木村、新厂村和阿干村。

## 中国传统村落
2013年8月，耈街村老街子自然村、打平村大水塘自然村被评为第二批中国传统村落。